# Okres Lublin
Okres Lublin (polsky Powiat lubelski) je okres v polském Lublinském vojvodství. Rozlohu má 1678,9 km² a v roce 2020 zde žilo 156 493 obyvatel. Sídlem správy okresu je město Lublin, které však není jeho součástí, ale tvoří samostatný městský okres.

## Gminy
Městsko-vesnické:
- Bełżyce
- Bychawa

Vesnické:
- Borzechów
- Garbów
- Głusk
- Jabłonna
- Jastków
- Konopnica
- Krzczonów
- Niedrzwica Duża
- Niemce
- Strzyżewice
- Wojciechów
- Wólka
- Wysokie
- Zakrzew

## Města
- Bełżyce
- Bychawa

## Sousední okresy
| Růžice kompasu | Puławy                  | Lubartów     | Łęczna     | Růžice kompasu |
| Růžice kompasu | Opole Lubelskie Kraśnik | Sever        | Świdnik    | Růžice kompasu |
| Růžice kompasu | Opole Lubelskie Kraśnik | Okres Lublin | Świdnik    | Růžice kompasu |
| Růžice kompasu | Opole Lubelskie Kraśnik | Jih          | Świdnik    | Růžice kompasu |
| Růžice kompasu | Janów Lubelski          | Biłgoraj     | Krasnystaw | Růžice kompasu |